# Барсуков (Черниговская область)
Ба́рсуков (укр. Борсуків) — село в Козелецком районе Черниговской области Украины. Население — 345 человек. Занимает площадь 2,348 км².
Код КОАТУУ: 7422086802. Почтовый индекс: 17041. Телефонный код: +380 4646.

## Власть
Орган местного самоуправления — Олбинский сельский совет. Почтовый адрес: 17040, Черниговская обл., Козелецкий р-н, с. Олбин, ул. Братьев Синицких, 64.